# Арбенина, Диана Сергеевна
Диа́на Серге́евна Арбе́нина (при рождении — Кулаче́нко; род. 8 июля 1974, Воложин, Минская область) — российская певица, поэтесса, музыкант, художница и писательница. Основатель и лидер рок-группы «Ночные снайперы». Заслуженная артистка Чеченской Республики (2006).

## Биография
Диана Кулаченко (после замужества — Арбенина) родилась 8 июля 1974 года в городе Воложине Минской области Белорусской ССР, в семье журналистов. Отец — Сергей Иванович Кулаченко (1950—2021). Мать — Галина Анисимовна Кулаченко (род. 1947), во втором браке — Федченко.
Когда Диане было три года, её семья переехала в город Борисов Минской области, затем на Крайний Север: жила в посёлке городского типа Ягодном Магаданской области (где окончила среднюю школу и училась у учителя музыки Людмилы Копыловой), на Колыме, на Чукотке, в Магадане.
В 1992—1993 годах училась в Магаданском государственном педагогическом институте на факультете иностранных языков. В 1994 году, после переезда в Санкт-Петербург, перевелась на отделение «русский язык как иностранный» филологического факультета Санкт-Петербургского государственного университета, которое окончила в 1998 году.
Свои первые песни начала писать в 1991 году. В частности, этим годом датируется одна из самых известных её композиций — «Рубеж». К раннему периоду творчества относятся также песни «Я раскрашивал небо», «Вечер в Крыму», «Тоска», «Только шум на реке» и др. Концертная деятельность Кулаченко ограничивалась любительскими выступлениями и участием в различных студенческих конкурсах и мероприятиях.
19 августа 1993 года во время каникул в Санкт-Петербурге познакомилась с музыкантом Светланой Сургановой. Вместе они создали группу «Ночные снайперы». В 2002 году Светлана Сурганова покинула коллектив, и Арбенина осталась его единственной солисткой.
Арбенина является автором более 300 песен, более 150 стихотворений (их она предпочитает называть «антипеснями»), ряда рассказов и эссе.

### Личная жизнь
В 1993 году в Санкт-Петербурге Диана Кулаченко вышла замуж за музыканта, лидера группы «Зимовье зверей» Константина Арбенина (род. 21 ноября 1968, Ленинград), и взяла его фамилию. Через некоторое время развелась, но фамилию мужа оставила. Согласно интервью Константина Арбенина, брак был фиктивным и зарегистрирован с целью получения певицей прописки в Санкт-Петербурге.
4 февраля 2010 года в клинике США в возрасте 35 лет родила двойняшек: сына Артёма и дочь Марту. Отцом детей, по словам Арбениной, стал американский бизнесмен с русскими корнями.

### Общественная позиция
С 2009 года принимает участие в акциях негосударственного благотворительного фонда «Подари жизнь».
С 2014 года Арбенина имеет статус «посла Всемирного фонда дикой природы (WWF) в России».
С 2014 года участвует в творческом благотворительном проекте «Поколение М» и в образовательном проекте «Тотальный диктант».
3 июля 2014 года Арбенина выступила с концертом в Киеве. Артистка со сцены поддержала своих поклонников, проживающих на Украине, и извинилась за своих российских коллег, которые до сих пор не поддержали своих украинских поклонников. Через некоторое время было отменено около 30 концертов «Ночных снайперов» в городах России и поэтический вечер, который должен был стать одним из событий фестиваля «Букмаркет» в Москве.
В ряде интервью Арбенина подчёркивала своё индифферентное отношение к политике.
Осудила вторжение России на Украину, неоднократно высказывалась против войны, из-за чего в нескольких городах России были отменены концерты после доносов. В апреле 2022 года вышла антивоенная песня «Не молчи», премьера которой состоялась в Челябинске.
Диана Арбенина на концерте в Новосибирске 22 октября 2023 года пригласила на сцену жену военного, принимавшего участие в российском вторжении на Украину для совместного исполнения песни «Секунду назад». Арбенина выразила сочувствие представительницам «Комитета семей воинов Отечества», потерявших своих сыновей, активистки заявили, что Диана Арбенина поддержала жён и матерей участвующих в войне на Украине.

## Творчество
Наряду с концертами в составе группы «Ночные снайперы» Арбенина регулярно проводит сольные акустические выступления, в том числе ежегодные декабрьские квартирники в Москве, участвует в сборных акциях и концертах, таких как «Своя колея» (сборный концерт памяти Владимира Высоцкого), «Памяти Булата Окуджавы» (концерт бардовской песни в Переделкине), выпускает собственные книги стихов.
В 2002 году приняла участие в записи музыкальной заставки к телевизионному реалити-шоу канала ТВС «За стеклом. Теперь ты в армии»; осенью 2002 года — в озвучивании русскоязычного перевода мультфильма «Элизиум» (персонаж — девушка-офицер Никс).
В 2004 году Арбенина выпустила сборник стихов и текстов «Катастрофически».
В 2005 году участвовала в сборном проекте группы Би-2 «Нечётный воин», в 2006 году записала партию бэк-вокала для двух композиций альбома группы Би-2 — «Молоко».
В 2007 году вышла книга Арбениной «Дезертир сна», в которую вошли большое количество публикуемых впервые стихов, тексты песен, проза, а также фотографии автора. В начале 2008 года была выпущена аудиоверсия «Дезертира сна» под названием «Дезертир сна: я говорю». На этой пластинке Арбенина сольно читает свои стихи.
В 2008 году вышла книга Арбениной «Колыбельная по-снайперски», а 8 июля 2009 года, в 35-й день рождения, состоялся моноспектакль «Мотофозо», поставленный режиссёром Ниной Чусовой.
В апреле 2012 года вышел поэтический сборник Арбениной «Аутодафе».
В декабре 2013 года издан сборник стихов и прозы разных лет «Спринтер», в 2014-м — книга «Сталкер».
В 2013—2016 годах Арбенина была колумнистом журнала «Русский пионер» и участницей «Пионерских чтений».
В 2014—2016 годах, помимо концертных выступлений в городах России и мира, Арбенина проводила творческие встречи со студентами вузов.
В 2015 году Арбенина дебютировала на театральной сцене, сыграв роль Багиры в спектакле студии Константина Хабенского «Поколение М».
В 2015—2017 годах вела авторскую программу «Последний герой» на «Нашем радио».
21 апреля 2016 года открылась первая персональная выставка картин Арбениной в Центральном доме художника в Москве и продлилась до 9 мая.
14 июня 2018 года Арбенина выступила в Санкт-Петербурге хедлайнером на Фестивале болельщиков Чемпионата мира по футболу в России сразу после матча Россия — Саудовская Аравия.

### Дискография
За время существования рок-группы «Ночные снайперы» были записаны альбомы:
- «Вторая пуля» (неизданный альбом, 1995),
- «Капля дёгтя / В бочке мёда» (1998),
- «Алмазный британец» (сингл, 1999)
- «Детский лепет» (1999),
- «Канарский» (1999, выпущен в 2008 на виниле),
- «Рубеж» (2001),
- «Живой» (2002),
- «Цунами» (2002),
- «Тригонометрия» (концертный альбом, 2003),
- «SMS» (2004),
- «Симаута» (сингл, 2005),
- «Тригонометрия-2» (концертный альбом, 2005),
- «Koshika» (2006),
- «Бонни & Клайд» (2007),
- «Южный Полюс» (сингл, 2009),
- «Армия 2009» (2009),
- «Последний патрон» (DVD, 2009),
- «Армия-тур. Финал» (DVD, 2009),
- «Кандагар» (сингл, 2010),
- «Мотофозо» (DVD, 2011),
- «4» (2012),
- «Фиеста» (сингл, 2013)
- «Акустика. Песни как они есть» (диск 1. «Тени в раю», диск 2. «Между нами») (2013),
- «Мальчик на шаре» (2014)[41],
- «Выживут только влюблённые» (2016)[42],
- «Разбуди меня» (сингл, 2017),
- «Цой» (сингл, 2017)
- «Грустные люди» (сингл, 2018),
- «Инстаграм» (сингл, 2018)
- «Короны» (сингл, 2018)
- «Если не слабо» (сингл, 2018)
- «Умею летать без тебя» (OST «Любовницы» 2019)
- «Рингтоном» (сингл, 2019)
- «Невыносимая лёгкость бытия» (2019)
- «гопник» (сингл, 2020)
- «O2» (2020)
- «Remixes» (альбом ремиксов, 2020)
- «я лечу» (сингл, 2021)
- «метео» (сингл, 2021)
- «1993 vol.1» (2021)
- «шарм» (сингл, 2022)
- «эйфория» (сингл, 2022)
- «смиряюсь» (сингл, 2022)
- «SHUBA» (сингл, 2022)
- «один» (сингл, 2023)
- «андрей» (сингл, 2023)
- «O.C (From „Обоюдное согласие“)» (сингл, 2024)
- «live ulyss 2024» (мини-альбом, 2024)
- «исключенный из времени» (сингл, 2024)

### Книги
- «Дрянь» (1996, стихи, картины) — совместно со Светланой Сургановой[43].
- «Цель» (1996, тексты песен, картины)
- «30 песен „Ночных снайперов“» (2002, ноты, аккорды, тексты песен)
- «Патронташ» (2002, тексты песен, стихи, картины)
- «Катастрофически» (2004, тексты песен, стихи, картины)
- «Дезертир сна» (2007, тексты песен, стихи, проза, картины, фотографии + аудиокнига)
- «Колыбельная по-снайперски» (2008)
- «Аутодафе» (2012, тексты песен, стихи)
- «Спринтер» (2013, стихи, проза)
- «Сталкер» (2014, тексты песен)
- «Бег» (2017, тексты песен, стихи)
- «Тильда» (2017, проза)
- «Снежный барс» (2020, проза, эссе, стихи, тексты песен)[7][8]

### Песни для кино
| Год  | Название                                  | Режиссёр                           | Форма участия                                         |
| ---- | ----------------------------------------- | ---------------------------------- | ----------------------------------------------------- |
| 1998 | Берега, что мне обещаны                   | Владимир Лукин                     | песня «Солнце»                                        |
| 2000 | Митьки. Полёт Икара                       | Виктор Тихомиров                   | песня «Питерская»                                     |
| 2001 | Азазель                                   | Александр Адабашьян                | песня «У церкви стояла карета»                        |
| 2003 | Кармен                                    | Александр Хван                     | песня «Только ты»                                     |
| 2004 | Свои                                      | Дмитрий Месхиев                    | песня «Полчаса»                                       |
| 2004 | Товарищ Президент                         | Павел Широв, Василий Берёза        | песня «Чёрное солнце»                                 |
| 2006 | Игра слов. Переводчица олигарха           | Елена Хазанова                     | песня «Редкая птица»                                  |
| 2006 | Точка                                     | Юрий Мороз                         | песня «Столица»                                       |
| 2006 | Московская история                        | Мурад Ибрагимбеков                 | песня «Медленная звезда» (совместно с группой «Би-2») |
| 2007 | Я остаюсь                                 | Карен Оганесян                     | песня «Из-за меня» (совместно с группой «Би-2»)       |
| 2007 | Атлантида                                 | Александр Сухарев                  | песня «Береги меня»                                   |
| 2008 | День радио                                | Дмитрий Дьяченко                   | песня «Морячок»                                       |
| 2010 | Цирк                                      | Ирма Комладзе                      | песня «Кафка»                                         |
| 2010 | Кандагар                                  | Андрей Кавун                       | песни «Лети моя душа», «Кандагар»                     |
| 2010 | Мы из будущего 2                          | Александр Самохвалов, Борис Ростов | песня «Армия»                                         |
| 2012 | Склифосовский (телесериал; 2012—2017 гг.) | Андрей Селиванов                   | песни «Лети моя душа», «Катастрофически», «Звучи»     |
| 2013 | Бледный ВИД-2 (телесериал; 2013—2014 гг.) | Павел Колобаев и др.               | песни «Амели в аду», «DR», «Лети моя душа»            |
| 2013 | Распутин                                  | Ираклий Квирикадзе                 | песня «Демоны»                                        |
| 2015 | Клинч                                     | Сергей Пускепалис                  | песня «Тише и тише» (совместно с группой Би-2)        |
| 2019 | Любовницы                                 | Елена Хазанова                     | песня «Умею летать без тебя»                          |

### Участие в телепроектах
- «Бойцовский клуб», шоу канала МТВ, Ночные снайперы vs Рефлекс. Съёмки программы — 26 июля 2003 г., эфир — 26 сентября 2003 года.
- В 2004 году Арбенина участвовала в командной телеигре «Форт Боярд» с Леонидом Ярмольником и Оксаной Фёдоровой. Была в команде вместе с Алексеем Михалёвым, Еленой Коробовой, Михаилом Зеленским и Максимом Покровским.
- В декабре 2007 года — апреле 2008 года участвовала в телепроекте «Две звезды» в дуэте с Евгением Дятловым. Пара заняла второе место и получила приз Аллы Пугачёвой «Золотая звезда Аллы».
- В 2009 году участвовала в телепередаче «Большие гонки» на «Первом канале»[44].
- В 2011 году заняла место тренера в украинском телешоу «Голос країни» («Голос страны»). Её подопечный Иван Ганзера стал победителем проекта. Во втором сезоне Арбенина также выступила в роли тренера и снова одержала победу: 1-е место в проекте занял участник её команды Павло Табаков.
- В 2015—2016 годах приняла участие в качестве судьи в двух сезонах музыкального развлекательного проекта «Главная сцена» на телеканале «Россия-1»[45].
- В 2018 году стала одним из наставников в телешоу «Битва талантов» на телеканале «Муз-ТВ».
- В 2019 году стала одним из членов жюри в третьем сезоне телешоу «Ты супер!» на телеканале «НТВ».
- В 2020 году стала одним из членов жюри во втором сезоне проекта «Ну-ка, все вместе!» на телеканале «Россия-1»[46].
- В 2022 году стала участником и одним из членов жюри телешоу «Битва поколений» на телеканале «Муз-ТВ».

## Фильмография
| Год  |   | Название                       | Роль                                      |
| ---- | - | ------------------------------ | ----------------------------------------- |
| 2020 | с | Гадалка (2-й сезон, 9-я серия) | Элина Байбакова                           |
| 2024 | с | Обоюдное согласие-2            | Анна Константиновна Клинских, следователь |

## Книга о Диане Арбениной и «Ночных снайперах»
7 февраля 2020 года в московском издательстве «Бомбора» вышла книга музыкального журналиста Михаила Марголиса под названием «Редкая птица. Первая авторизованная биография Дианы Арбениной и группы „Ночные снайперы“» (Москва, 2020 год; ISBN 978-5-04-106506-5; тираж — 6 000 экземпляров; книга содержит множество фотографий), приуроченная к большому концерту «Ночных снайперов» 14 февраля 2020 года на «ВТБ Арене» в Москве.

## Награды и звания
В 2004 году Арбенина стала обладателем независимой молодёжной премии «Триумф» за «достижения в области литературы и искусства».
В ноябре 2005 года после участия в рок-фестивале «Феникс. Возрождение жизни» в Гудермесе Арбениной присвоено почётное звание «Заслуженный артист Чеченской Республики».
В 2017 году получила премию «Золотой граммофон» за песню «Разбуди меня», в 2018 — за песню «Инстаграм», в 2019 — за песню «Рингтоном».
В 2018 году клип Арбениной на песню «Инстаграм», снятый Валерией Гай Германикой, получил награду как «Лучшее музыкальное видео» на Пражском международном кинофестивале.
В 2025 году стала лауреатом премии Гильдии кастинг-директоров РФ в номинации «Открытие» за роль в сериале Обоюдное согласие.